# 葡萄牙人

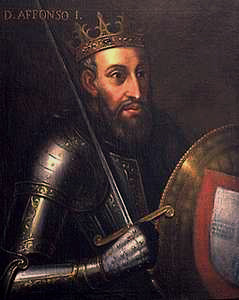
阿方索一世

葡萄牙人是擁有葡萄牙共和國國籍、葡萄牙境內的民族和族群。主要居住在歐洲西南部伊比利亞半島西端的葡萄牙和拉丁美洲的巴西。葡萄牙人以葡萄牙語為母語。多信奉天主教，天主教仍是葡萄牙文化的一部分。葡萄牙人是葡萄牙的主體民族，在葡萄牙居住的葡萄牙人有1000萬。此外有大量的葡萄牙人移民到歐洲的其他國家，以及葡萄牙的過去最大殖民地巴西。在歐洲國家中，以法國的葡萄牙人移民最多。此外葡萄牙人占了盧森堡人口的13%。在美國，有140多萬人出生於葡萄牙家庭或擁有葡萄牙血統；而葡萄牙移民多居住於新英格蘭地區、新澤西州和加州。
葡萄牙国家始于868年葡萄牙伯国的建立。圣马梅迪战役（1128年）后，葡萄牙通过《萨莫拉条约》和教宗诏书《遗嘱宣言》获得了国际承认。这个葡萄牙国家为葡萄牙人民团结成一个国家铺平了道路。
葡萄牙人探索了欧洲人以前未知的遥远土地——美洲、非洲、亚洲和大洋洲（西南太平洋）。1415年，随着征服休达，葡萄牙人在地理大发现时代发挥了重要作用，最终建立了一个殖民帝国。它是15世纪和16世纪最早的全球帝国之一，也是世界主要的经济、政治和军事大国之一，其领土成为许多国家的一部分。葡萄牙帮助西方文明向其他地区传播。
在葡萄牙帝国时期及之后，葡萄牙侨民遍布世界各地。

## 祖先
葡萄牙人民的祖先主要来自印欧人（卢西坦人、科尼奥人）和凯尔特人（加拉西亚人、图尔杜里人和凯尔蒂克人）。罗马征服后，他们被罗马化。葡萄牙语——绝大多数葡萄牙人的母语——源于通俗拉丁语。
许多男性葡萄牙血统来自日耳曼部落，他们在罗马时期之后作为统治精英抵达，从409年开始。其中包括苏维汇人、布里人、哈斯丁吉汪达尔人和西哥特人。北高加索牧区的奄蔡人在中南部的一些地区留下了痕迹（例如，阿伦克尔，来自“Alen Kerke”或“阿兰人神庙”）。
8世纪初至12世纪，穆斯林征服伊比利亚半岛，也留下了少量摩尔人、犹太人和萨卡里巴的遗传贡献。其他较小的影响，以及后来的影响，包括9世纪至11世纪由北欧人建立的小型维京人定居点，他们袭击了主要位于杜罗河和米尼奥河北部地区的沿海地区。发现率低，前罗马时代的影响来自南部沿海地区的腓尼基人和希腊人。

## 名称
葡萄牙这个名字是一个合成词，来自拉丁语Portus（意为港口）和第二个词Cale，其含义和起源尚不清楚。Cale可能是加莱西亚人（也称为Callaeci）的一个提醒，加莱西亚人是一个生活在葡萄牙北部的凯尔特部落。
或者，这个名字可能来自Cale（今天的盖亚）的早期定居点，位于大西洋海岸的杜罗河河口（Portus Cale）。Cale这个名字似乎来自凯尔特人——也许来自他们的一个规格，Cailleach——但在日常生活中，它是庇护所、锚地或门的同义词。在其他理论中，一些人认为Cale可能源于希腊语中的kalós（美丽）一词。葡萄牙的另一种理论假定了法国的派生词，Portus Gallus“高卢人的港口”。
在中世纪，Cale周围的地区通过西哥特人被称为Portucale。Portucale可能在7世纪和8世纪进化，从9世纪开始成为Portugale（Portugal）。该术语表示杜罗河和米尼奥河之间的地区。

## 历史

### 起源

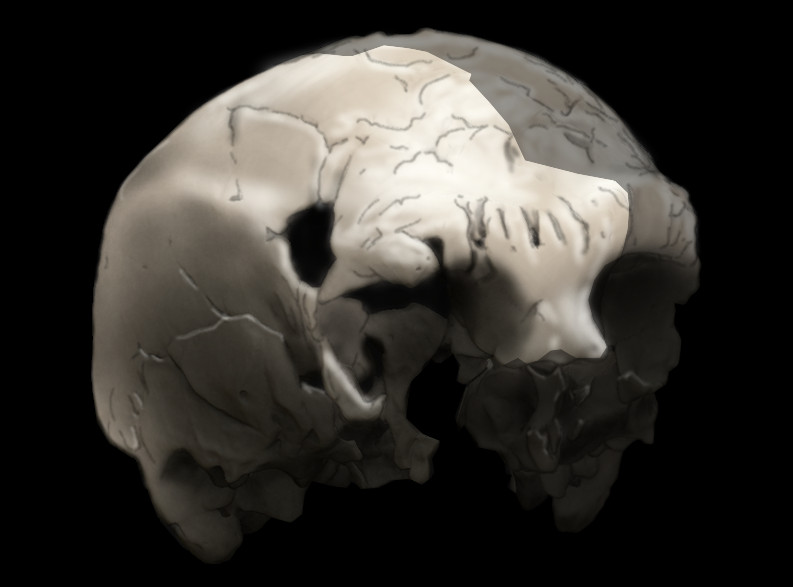
阿鲁埃拉3号是40万前的海德堡人，是葡萄牙境内最早的古人类化石，发现于阿罗埃拉岩洞

葡萄牙血统主要来自南欧和西欧。据信，居住在葡萄牙的最早的现代人类是在35,000到40,000年前抵达伊比利亚半岛的。Y染色体和线粒体DNA数据表明，现代葡萄牙人将这些谱系中的一部分追溯到大约45,000年前最后一次冰川结束时开始定居欧洲大陆的旧石器时代人。
北伊比利亚被认为是冰河时代的主要避难所，旧石器时代的人类后来从这里殖民了欧洲。旧石器时代和中石器时代，来自伊比利亚北部的移民将现代伊比利亚与西欧大部分地区，特别是不列颠群岛和大西洋欧洲联系起来。
Y染色体单倍群R1b是伊比利亚半岛和西欧最常见的单倍群。伊比利亚单倍型中最具特征的一种是大西洋模态单倍型（AMH）。这种单倍型在那里和不列颠群岛的频率最高。在葡萄牙，它估计南方通常为65%，北方为87-96%。

### 新石器时代
大约1万年前，来自西亚和中东的欧洲新石器时代殖民化在到达欧洲大陆其他地区后到达了伊比利亚。根据流行病扩散模型，其影响在南部和东部地区最大。

### 凯尔特人和印欧人

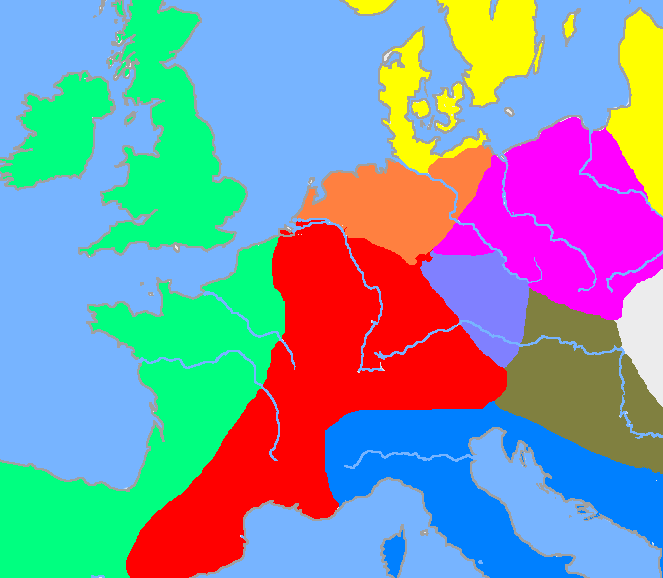
公元前1200年的欧洲考古文化群，葡萄牙属于大西洋青铜文化（淡绿色）

公元前3000年，青铜时代，印欧语使用者向伊比利亚半岛进行了第一波迁徙。单倍群R1b在西欧的扩张，在大西洋欧洲的许多地区最为常见，主要是由于青铜时代东欧大草原的大规模迁徙，以及原始凯尔特语和原始意大利语等印欧语言的携带者。与之前关于单亲标记的研究不同，除了父系Y-DNA外，还分析了大量的常染色体DNA。在现代欧洲人中检测到一种常染色体成分，这种成分在新石器时代或中石器时代并不存在，它以父系R1b和R1a以及印欧语系进入欧洲。
印欧语使用者的第一次迁徙之后是凯尔特人的浪潮。凯尔特人大约在3000年前抵达葡萄牙。从公元前7世纪到公元前5世纪，迁徙特别激烈。
正如历史学家若泽·马托佐所描述的那样，这两个过程定义了伊比利亚半岛的文化景观“西北部为大陆，东南部为地中海”。
西北-东南的文化转变也表现在遗传差异上：根据2016年的研究结果，单倍群R类别中的单倍群H在大西洋沿岸更为普遍，包括坎塔布里亚海岸和葡萄牙。其最高频率出现在加利西亚（伊比利亚半岛西北角）。单倍群H的频率从大西洋向地中海呈下降趋势。
这一发现进一步有力地证明，加利西亚和葡萄牙北部是一个人口死胡同，是古代中欧主要移民的欧洲边缘。坎塔布里亚海岸和葡萄牙存在一种有趣的遗传连续性模式，这是之前在检查mtDNA系统发育的次要亚支时观察到的模式。
考虑到旧石器时代和新石器时代的起源，以及青铜时代和铁器时代的印欧移民，葡萄牙的种族起源主要是前凯尔特人或准凯尔特人的混合体，如卢西塔尼亚的卢西坦人，以及凯尔特人，如加莱西亚的加莱西亚人、阿连特茹和阿尔加维的凯尔蒂克人和科尼奥人。

### 卢西坦人
卢西坦人（或拉丁语中的Lusitānus（单数）-Lusitani（复数））是生活在伊比利亚半岛西部的印欧民族，早在它成为罗马的卢西塔尼亚省（现代葡萄牙、埃斯特雷马杜拉和萨拉曼卡的一部分）之前。他们说卢西坦语，其中只有少数简短的文字片段幸存下来。大多数葡萄牙人认为卢西坦人是他们的祖先，尽管北部地区（米尼奥河、杜罗河、山后地区）更认同加莱西亚人。埃利斯·埃文斯等语言学家声称，加莱西亚-卢西坦语是“p”凯尔特语变体的一种语言（因此不是孤立语言）。他们是一个生活在杜罗河和塔霍河之间的大部落。
卢西坦人可能起源于阿尔卑斯山，并于公元前6世纪在该地区定居。达尔蒂·霍根等学者认为他们是原住民。他声称，在获得完全独立之前，他们最初由凯尔特人统治。罗马尼亚考古学家斯卡拉特·兰布里诺在葡萄牙活跃多年，他提出他们最初是一个与卢索内斯人有关的凯尔特部落。
卢西坦人定居的第一个地区可能是杜罗河谷和上贝拉地区；在罗马征服之前，他们随后向南移动，并在塔霍河两岸扩张。
卢西坦人起源于原始凯尔特人或原始意大利人，他们在颜那亚人迁徙到多瑙河谷后从中欧迁徙到西欧，而原始日耳曼人和原始波罗的-斯拉夫人可能在喀尔巴阡山脉以东发展，在今天的乌克兰，向北移动并与中欧的绳纹器文化一起传播（公元前三千年）。有一种理论认为，印欧语系的一个欧洲分支，称为“西北印欧语”，与钟形杯文化有关，可能是凯尔特语、意大利语、日耳曼语和波罗的海-斯拉夫语的祖先。
马克斯·普朗克学会对印欧语言起源的研究进一步强调了卢西坦人的凯尔特根源。一项研究发现，公元前7000年左右，包括卢西塔尼亚在内的大西洋欧洲大部分地区的人民和语言都有一个共同的凯尔特分支。这项工作与之前将卢西坦语排除在凯尔特语族之外的理论相矛盾。
在罗马时代，罗马的卢西塔尼亚省从卢西坦人占领的地区向北延伸，包括阿斯图里亚斯和加莱西亚的领土，但这些领土很快被割让给北部的塔拉科行省管辖，而南部仍然是卢西塔尼亚-维托内行省。在此之后，卢西塔尼亚的北部边界沿着杜罗河，而其东部边界穿过萨尔曼蒂卡和凯撒罗布里加，到达阿纳斯河（瓜地亚纳河）。

### 其他凯尔特部落

居住在葡萄牙地区的主要凯尔特部落

当卢西坦人与罗马人作战时，居住在杜罗河以北的加莱西亚部落和其他周边部落采用了卢西塔尼亚这个名字，最终将其作为在伊比利亚西部与罗马统治作斗争的附近人民的标签传播开来。这导致罗马人将他们最初在该地区的省份命名为卢西塔尼亚，该地区最初覆盖了伊比利亚半岛的整个西侧。

### 罗马化时代

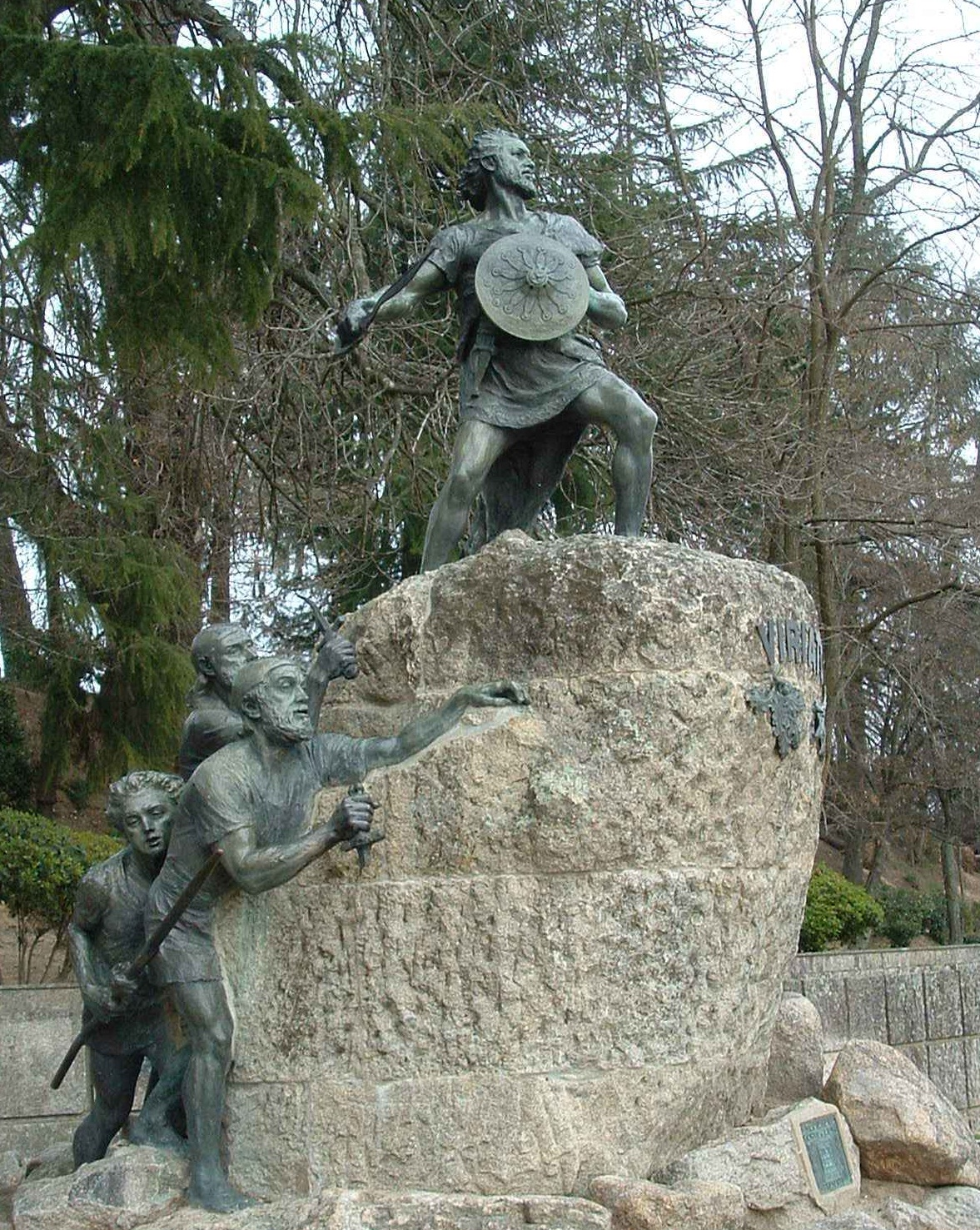
维里阿修斯，一个抵抗罗马人的卢西坦部落首领

公元前2世纪和1世纪，罗马在布匿战争期间从迦太基手中征服了半岛。
公元前193年后，卢西坦人在北非迦太基战败并被占领后与罗马的半岛部队作战。他们战斗多年，多次击败罗马侵略者。最终，他们在公元前150年受到了民选官塞尔维乌斯·加尔巴的惩罚。他杀害了9000名卢西坦人，后来又将20000人作为奴隶卖给了高卢（现代法国）的罗马行省。
三年后（公元前147年），维里阿修斯成为卢西坦人的领袖，并攻击了罗马在卢西塔尼亚及其他地区的统治。他指挥了一个凯尔特部落联盟，并通过游击战阻止罗马的扩张。公元前139年，维里阿修斯在睡梦中被他的同伴（罗马人的使者）欧达克斯、迪塔尔库斯和米努鲁斯背叛并杀害，马库斯·波皮利乌斯·拉埃纳斯贿赂了他们。然而，当欧达克斯、迪塔尔库斯和米努鲁斯前往领取他们的报酬时，执政官昆图斯·塞尔维乌斯·卡埃皮奥下令处决他们，并宣称“罗马不付钱给叛徒”。

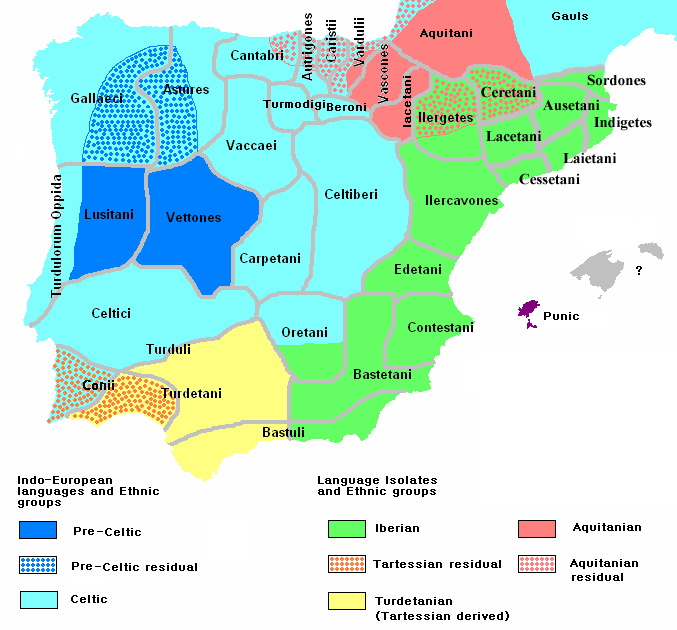
公元前200年左右的伊比利亚半岛族群和语言地图

维里阿修斯是葡萄牙第一位“民族英雄”。维里阿修斯统治时代结束后，凯尔特化的卢西坦人在很大程度上采用了罗马化文化和拉丁语。
卢西坦居民跟随罗马伊比利亚半岛的其他地区，最终获得了“罗马公民”的地位。许多圣徒从这片领土上出现。其中包括圣恩格拉西亚、圣基特里亚和阿瓜什桑塔什的圣玛丽娜。
罗马人在基因和文化上都对人口产生了影响；葡萄牙语主要来源于拉丁语，主要是西罗马帝国灭亡后通俗拉丁语的后期演变。根据马里奥·佩伊的说法，葡萄牙语和拉丁语之间的语音距离为31%。罗马统治从公元前2世纪持续到公元5世纪。

### 中世纪
在罗马人之后，日耳曼人，即苏维汇人、布里人和西哥特人（估计占人口的2-3%），统治了半岛几个世纪，并融入了当地人口。一些汪达尔人（西林吉人和阿斯丁吉人）和阿兰（奄蔡）人逗留了下来。苏维汇人是数量最多的日耳曼部落。葡萄牙和加利西亚（以及属于法兰克王国的加泰罗尼亚）是日耳曼Y-DNA比例最高的地区。
其他影响包括9世纪至11世纪由北欧人建立的小型维京人定居点，他们主要袭击了杜罗河和米尼奥河的沿岸地区。
摩尔人从8世纪开始占领现在的葡萄牙，直到1249年收复失地运动将他们驱逐。约2000人，主要是柏柏尔人和基督教犹太人成为新基督徒（Cristãos novos）；这些人的一些后代仍然可以通过他们的新姓氏来识别。几项遗传研究，包括对伊比利亚半岛历史和现代人群发表的最全面的全基因组研究，得出的结论是，摩尔人的占领几乎没有在整个伊比利亚留下犹太人、阿拉伯人和柏柏尔人的遗传影响，只在南部和西部发现率较高，东北部发现率较低，巴斯克地区几乎没有。
在收复失地运动结束和法鲁被征服后，宗教和少数民族，如所谓的“新基督徒”或“Ciganos”（吉普赛罗姆人）后来遭受了国家和宗教裁判所的迫害。因此，许多人被驱逐、谴责并遭受信仰审判，或逃离该国，在荷兰、英国、美国、巴西、巴尔干半岛及其他地区造成了犹太侨民。

### 葡萄牙建国
葡萄牙国家的政治起源于868年葡萄牙伯国的建立（葡萄牙语：Condado Portucalense；在同时期文件中使用的名称是Portugalia）。这是第一次出现有凝聚力的民族主义，因为即使在罗马时代，土著居民也来自不同的种族和文化背景。
尽管该国最初是只是一个伯国，但在1128年6月24日圣马梅迪战役后，葡萄牙通过《萨莫拉条约》和教皇历山三世的教宗诏书《宣言遗嘱》正式被承认为一个王国。12世纪葡萄牙国家的建立使葡萄牙人团结起来成为一个国家。
葡萄牙民族主义的一个后续转折点是1385年与阿尔梅达的布里特斯有关的阿尔茹巴罗塔战役，从而结束了卡斯蒂利亚接管葡萄牙王位的野心。

## 基因
葡萄牙人与巴斯克人有一些共同的DNA。目前对葡萄牙人群的HLA研究结果表明，他们与巴斯克人和一些马德里地区的西班牙人有共同的特征：HLA单倍型A29-B44-DR7（古代西欧人）和A1-B8-DR3的高频率是共同的特征。许多葡萄牙人和巴斯克人没有表现出地中海A33-B14-DR1单倍型，这证实了他们与地中海人的混合程度较低。
葡萄牙人有一个独特的特征：HLA-A25-B18-DR15和A26-B38-DR13的频率很高，这可能反映了古葡萄牙人的奠基者血统，即极西人和科尼奥人。根据一项早期的遗传学研究，根据HLA数据，葡萄牙人是一个相对独特的群体，因为他们具有较高的HLA-A25-B18-DR15和A26-B38-DR13基因频率，后者是一个独特的葡萄牙标记。在欧洲，A25-B18-DR15基因仅在葡萄牙发现；在一些北美和巴西人（很可能是葡萄牙血统）中也观察到了这种情况。
在文化和语言上，葡萄牙人与西班牙西北部的加利西亚人关系密切。这两个群体之间的相似之处是显而易见的。加利西亚语和葡萄牙语可能是同一种语言。

## 人口

### 人口
在1046.7万总人口中，约有915万（87%）葡萄牙出生的人居住在该国。
约有782,000名外国人合法居住在该国（7%），因此约有968.5万居住在葡萄牙的人拥有葡萄牙公民身份或合法居留权。
截至2023年，年龄中位数为46.8岁（而整个欧盟为44.4岁）。65岁或以上的人占23%。总生育率为1.35，而欧盟平均水平为1.53。出生时预期寿命为83岁。由于老年人比例较高，粗死亡率（12%）远高于粗出生率（8%）。
葡萄牙是世界上婴儿死亡率最低的国家之一（3%），低于1961年的9%。首次分娩的女性平均年龄为30岁，而欧盟的平均年龄为28岁。
约67%的人生活在城市环境中，集中在沿海和里斯本大都市区，里斯本大都市区有2,883,645人，占葡萄牙总人口的28%。约65%的全国人口，即6,760,989人，居住在56个居民超过5万人的城市，约占全国所有市镇的18%。乡村地区包括122个市镇，约占全国所有市镇的40%，人口不到1万人，共计678,855人，约占国民人口的7%。

### 国内方言
作为第一语言的主要语言是葡萄牙语。其他国内方言包括：
- 卡洛语，葡萄牙罗姆人社区的语言。葡萄牙约有52000名罗姆人。
- 米兰达语是官方认可的语言。它在杜罗河畔米兰达、维苗苏和莫加多鲁地区享有特殊保护。大约有15000人说这种语言（0.14%）。该语言属于阿斯图里亚斯-莱昂语语群的一种方言，其中包括阿斯图里亚斯语和莱昂语等西班牙西北部的少数民族语言。所有讲米兰达语的人都是双语者，都会说葡萄牙语：语码转换很常见。
- 巴兰库什语在巴兰库什（西班牙埃斯特雷马杜拉和安达卢西亚之间的边境）使用。有3000人会说这种语言（0.03%）。这是一种葡萄牙语方言，受埃斯特雷马杜拉语和后来的南部西班牙语的影响。
- 明德语，是存在于明德（Minde）的一种社会语或隐语，几乎濒临灭绝（剩下150名使用者）。
- 葡萄牙语手语，聋哑人社区的官方语言。约有30000名聋人（0.29%）使用该语言。法国第一位聋哑教师是葡萄牙犹太人雅各布·罗德里格斯·佩雷拉。

### 少数族裔

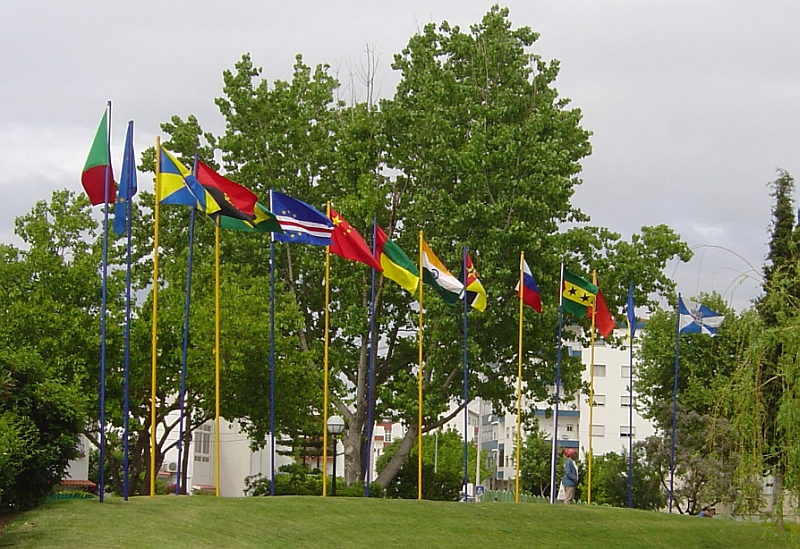
在塞沙尔竖立着表明移民来源地的国旗

自20世纪以来，来自葡萄牙前殖民地，特别是巴西、葡属非洲（尤其是非洲裔葡萄牙人）、澳门、葡属印度和东帝汶的人们一直在移民到葡萄牙。
自20世纪末以来，许多斯拉夫人，尤其是乌克兰人（现在是最大的少数民族之一）和俄罗斯人，以及摩尔多瓦人、罗马尼亚人、保加利亚人和格鲁吉亚人，一直在移民葡萄牙。俄罗斯入侵乌克兰后，一波乌克兰人抵达葡萄牙，约有6万人，使他们成为仅次于巴西人的第二大移民社区。
来自澳门的广府人和中国大陆人也在葡萄牙当地生活。
其他相关的亚洲社区包括印度人、尼泊尔人、孟加拉人和巴基斯坦人，而与拉丁美洲人打交道的委内瑞拉人约有27700人。
有一小部分罗姆人居住在葡萄牙，约52000人。
葡萄牙是其他欧盟和欧洲经济区/欧洲自由贸易联盟国民（法国人、德国人、荷兰人、瑞典人、西班牙人）的家园。截至2019年，英国人和法国人是最大的老年居民社区。他们是一个更大的外籍社区的一部分，包括德国人、荷兰人、比利时人和瑞典人。
正式登记的外国人占人口的7%。移民的后代被排除在外（葡萄牙和许多欧洲国家一样，不收集种族数据），无论出生地或出生时的公民身份如何，都是葡萄牙公民。
大约有100,000名穆斯林和5,000-6000名犹太人（主要是塞法迪犹太人）居住在葡萄牙。

## 姓氏
葡萄牙姓氏通常由可变数量的姓氏组成（很少是一个，通常是两个或三个或更多）。第一个额外的名字通常是母亲的姓氏和父亲的姓氏。为了实用，问候语中通常只使用最后一个姓氏（不包括介词）。
葡萄牙适应性强的命名系统符合该国的法律框架。法律规定，孩子必须至少从父母那里获得一个个人名字和一个姓氏。限制是两个个人名字和四个姓氏。
相对普遍的葡萄牙姓氏包括：席尔瓦、桑托斯、费雷拉、佩雷拉、奥利维拉、科斯塔、罗德里格斯、马丁斯、热苏斯和索萨等。

## 移民

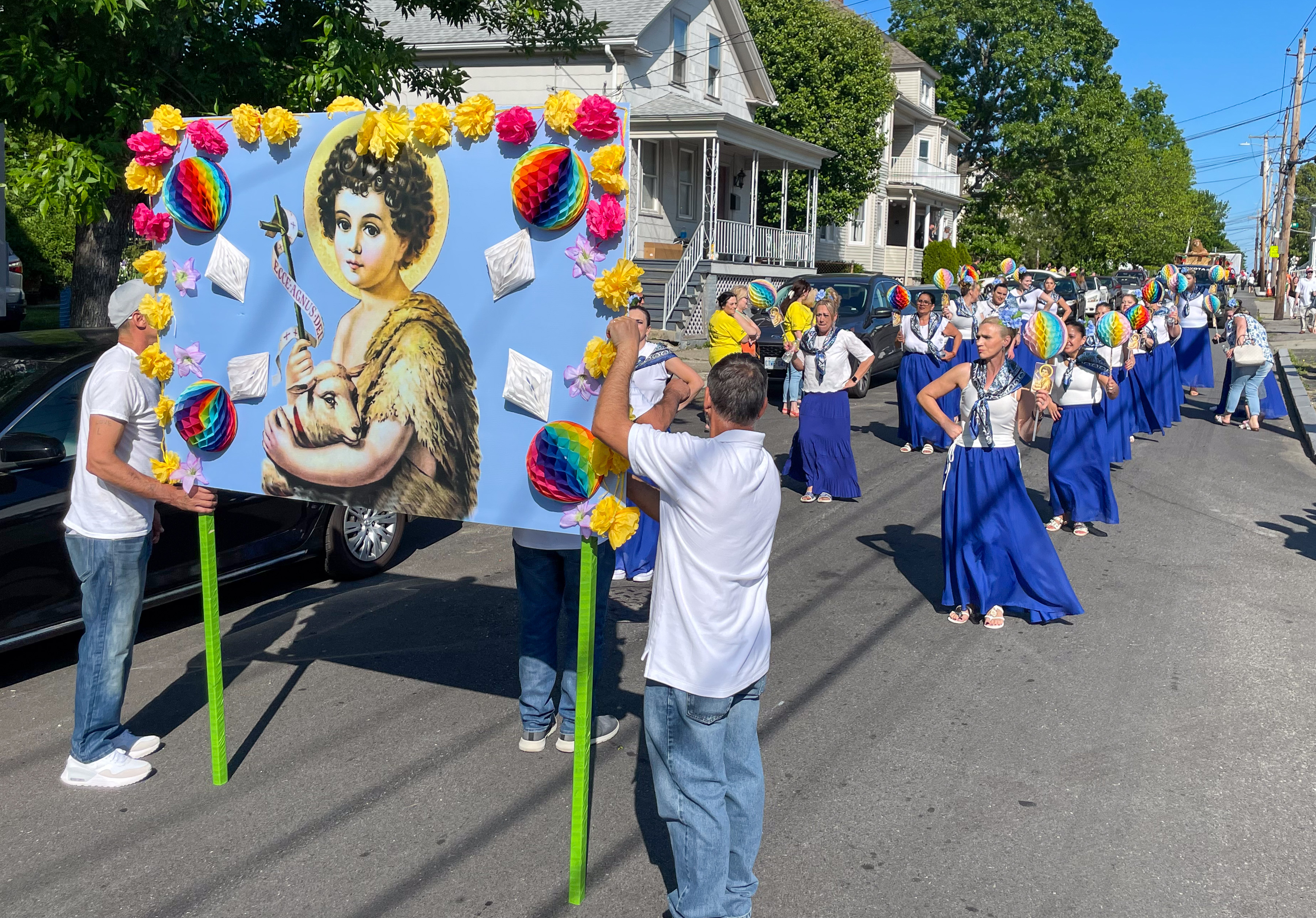
位于美国罗得岛州的葡萄牙移民

葡萄牙传统上是一个移民之地：据估计，超过一亿人可能有可识别的葡萄牙祖先，葡萄牙侨民遍布各大洲的不同地区。然而，数百年前统计数据的糟糕来源使任何估计都变得复杂。
15世纪和16世纪的探索时代和殖民扩张鼓励了世界各地的移民到南亚、美洲、澳门、东帝汶、马来西亚、印度尼西亚、缅甸和非洲，特别是前殖民地。葡萄牙移民促成了大西洋岛屿、巴西（那里的大多数人口是葡萄牙后裔）、天主教果阿人、斯里兰卡的葡萄牙伯格人、马六甲的克里斯坦人和澳门土生葡人的定居。持续了近600年的葡萄牙帝国在1999年澳门回归中国时结束了。在此期间，数百万人离开了葡萄牙。种族间的婚姻和文化影响，在前殖民地（如圣多美和普林西比的福罗语）和其他国家（如帕皮阿门托语）都有基于葡萄牙语的方言。
此外，相当一部分侨民是由于最近的大规模移民，主要是出于经济原因。1886年至1966年间，葡萄牙的移民人数超过了除爱尔兰以外的任何西欧国家。近200万人主要生活在巴西，但也有大量人定居在美国、加拿大和加勒比海地区。约有120万巴西公民是葡萄牙人。
到1989年，约有400万葡萄牙公民居住在国外，主要是在法国、德国、巴西、南非、加拿大、委内瑞拉和美国。2021年的估计是，多达500万葡萄牙公民（不是后代或在葡萄牙领事机构登记的公民）可能居住在国外。
在欧洲，许多葡萄牙人生活在法国、卢森堡和瑞士等法语国家，部分原因是葡萄牙语和法语的语言相近。事实上，根据葡萄牙外交部领事事务和葡萄牙社区总局的数据，葡萄牙社区最多的国家按升序排列为法国、英国和瑞士。
统计数据表明：巴西人有90%（约1.8亿）是葡萄牙裔，另外在百慕大也有25%的人是葡萄牙移民。

## 文学

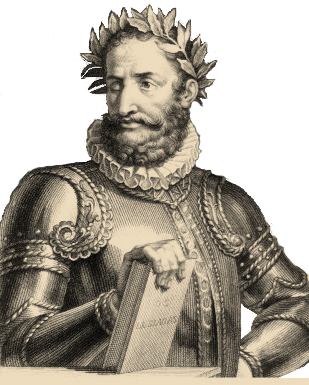
路易·德·贾梅士，他最著名的作品就是卢济塔尼亚人之歌

葡萄牙文学有着悠久而丰富的历史，其根源可以追溯到中世纪。16世纪，葡萄牙文学进入“黄金时代”，路易·德·贾梅士和弗朗西斯科·德·萨·米兰达等诗人在此期间声名鹊起。葡萄牙语常被称为“贾梅士的语言”，突显了这位作者在塑造民族认同方面的重要性。

## 法律
葡萄牙为其殖民地建立了一个法律体系，在国际法中有明显的痕迹。
葡萄牙为人权法做出了贡献。葡萄牙支持1950年为捍卫人权和基本自由而制定的《欧洲人权公约》。
活跃在法律和司法领域的葡萄牙人包括保菈·特谢拉·达克鲁斯（前司法部长）、博阿文图拉·德·索萨·桑托斯（葡萄牙最著名的左翼知识分子之一）、苏珊娜·阿马多尔、恩里克·奥尼尔、玛丽亚·桑托斯·派斯（担任联合国秘书长暴力侵害儿童问题特别代表）、雅努阿里奥·洛伦索（发明了电子授权书和电子离婚）、伊莎贝尔·奥内托、吉列尔梅·多利韦拉·马丁斯、埃洛伊萨·阿波洛尼娅和安东尼奥·维托里诺（前欧洲司法和内政专员）。

## 科学技术
研究开发（R&D）主要由国立大学和自治的国立研究机构进行。然而，非国有研究机构和一些私人项目也在运营。
在大发现时代，导航技术要求是一个非常重要的话题。葡萄牙对科学界的贡献包括卡拉维尔帆船——一艘为沿海航行而设计的轻便快速的船，以及波特兰型海图——一张中世纪早期使用的海洋地图。葡萄牙人还在地图上引入了罗盘玫瑰，并将其用于直角器、游标、航海星盘和黑枫剑等制导和导航设备。
若昂·法拉斯命名了南十字座，而弗朗西斯科·德·皮纳在亚洲发明了现代越南语字母（Quốc ngữ）。植物学家若昂·德·洛雷罗也在越南工作。
里斯本科学院是葡萄牙最古老的学术团体之一，成立于1779年。在此期间，帕萨罗拉（飞行器）被建造出来。自然哲学家若昂·雅辛托·德·
马加良斯很活跃。本托·德·莫拉·波图加尔改进了托马斯·塞维利的蒸汽机。
1792年，葡萄牙人建立了拉丁美洲最古老的工程学院（阿尔蒂拉里亚，佛尔蒂菲卡松和德森诺皇家学院），以及1842年亚洲最古老的医学院（果阿医学院）。
19世纪末，巴尔托洛梅乌·德·古斯芒发明了鼻孔扩张器，马克西米利亚诺·奥古斯托·埃尔曼开发了埃尔曼壁式电话。光谱学先驱弗朗西斯科·米兰达·达科斯塔·洛博和电传照相机先驱阿德里亚诺·德·派瓦都很活跃。
1949年，神经科医生安东尼奥·埃加斯·莫尼斯，脑血管造影术的早期研发者，被授予诺贝尔医学奖。
葡萄牙科学家其他的贡献包括药物醋酸艾司利卡西平（Zebinix）、All-on-4速导种植牙技术（牙科）、Multibanco（借记卡）、ColorADD和预付费手机。
古尔本基安科学研究所（IGC）是一个国际生物医学研究中心，成立于1961年，被《科学家》杂志评为博士后十大地点之一。
尚帕利莫基金会专注于神经科学和肿瘤学。国际伊比利亚纳米技术实验室在布拉加运营。

## 政治
葡萄牙政治是在议会制、代议制、多党民主共和国的框架内定义的，总理是政府首脑。目前的政体是半总统制共和国。
总统是国家元首，拥有重要的政治权力。他通过直接选举当选，任期5年，是武装部队总司令。他的权力包括根据大选结果选举总理和部长会议。国务委员会是一个总统监督机构，由六名高级文职官员、1976年以来当选的任何前总统、五名由议会选举产生的成员和五名由总统直接任命的成员组成。
行政权分配给部长会议。政府和葡萄牙共和国议会都拥有立法权。议会由比例代表制普遍选举产生。议员任期四年。鉴于极度动荡或无法组建政府的情况，总统可以解散议会并呼吁举行新的选举。
自1976年以来，社会党（PS）和社会民主党（PSD）一直主导着政治格局。
司法部门独立于行政和立法部门，国家最高法院是最后上诉法院。军事、行政和财政法院是独立的系统。由九名成员组成的宪法法院负责验证立法的合宪性。

## 教育
自20世纪70年代以来，教育逐渐现代化和扩大。根据2015年国际学生能力评估计划（PISA）的数据，15岁的学生在阅读技能、数学和科学方面明显高于经合组织的平均水平。葡萄牙认可那些贡献了国际领袖并吸引了越来越多外国学生的大学和商学院。葡萄牙是伊拉斯谟计划中发送和接收人数最多的国家之一，其中进入的学生多于离开的学生。

## 经济
葡萄牙经济在2019年世界经济论坛全球竞争力报告中排名第34位。
其大部分贸易是与欧盟进行的，欧盟占2020年贸易总额的70%以上。2022年国际贸易额约为1533亿欧元。西班牙是迄今为止最大的贸易伙伴，占出口的11.61%和进口的32.07%。其他重要的贸易伙伴包括北美自由贸易协定（占出口的6.3%和进口的2%）、葡语非洲贸易区（占出口和进口的5.7%和2.5%）、马格里布（占出口、进口的3.7%和1.3%）和南方共同市场（占出口1.4%和进口的2.5%）。
葡萄牙的货币是欧元（€）。该国一直是欧元区的一部分。
葡萄牙的国家银行是葡萄牙银行，它是欧洲中央银行体系的一部分。大多数股票交易发生在纽约泛欧证券交易所集团旗下的里斯本泛欧交易所。葡萄牙的重要银行包括BES（现为新银行Novo Banco）、普通储蓄所（CGD）和葡萄牙商业银行（BCP）。
葡萄牙最大的公司包括领航员公司（造纸业）；Sonae Indústria（世界上最大的木板生产商）；Corticeira Amorim（世界上最大的软木生产商）；Conservas Ramirez（罐装食品）；Cimpor（前10名水泥制造企业）；EDP Renovaveis（第三大风能生产商）；Jernimo Martins（连锁超市）；若泽·德梅洛集团（企业集团）、葡萄牙航空公司；以及Brisa-Autoestradas（运输公司）。其他公司包括Sumol+Compal（饮料）；Renova（纸巾）；Vista Alegre（陶瓷）；内洛（MAR皮划艇有限公司）（船）；GestiFute（公共关系）；Pestana Group（旅游和休闲）和Salvador Caetano。媒体公司包括Impresa、葡萄牙第一家私人电视网络独立通信协会（SIC）、NOS和MEO。
葡萄牙女性企业家有Wind Birds的首席执行官卡塔丽娜·法贡德斯等。
葡萄牙男性企业家有模块化建筑系统先驱的发明者劳尔·皮雷斯·费雷拉·沙维斯等。
捕鱼业在葡萄牙也很重要，在葡萄牙男性和女性都可以成为渔民，主要是沙丁鱼。

## 饮食

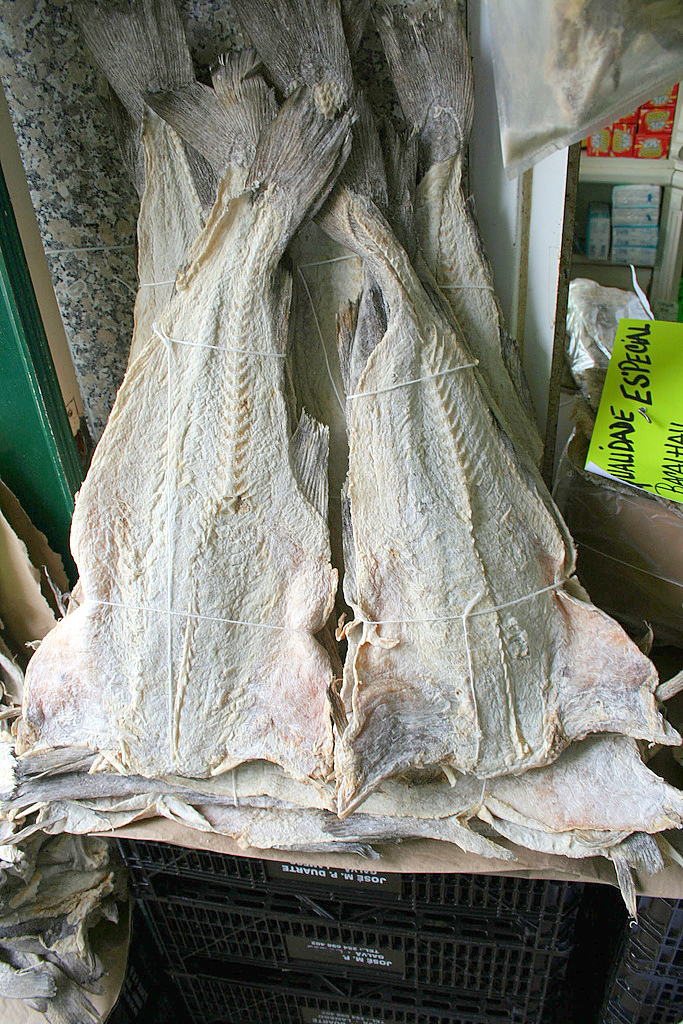
葡萄牙波尔图摊位上的鳕鱼干

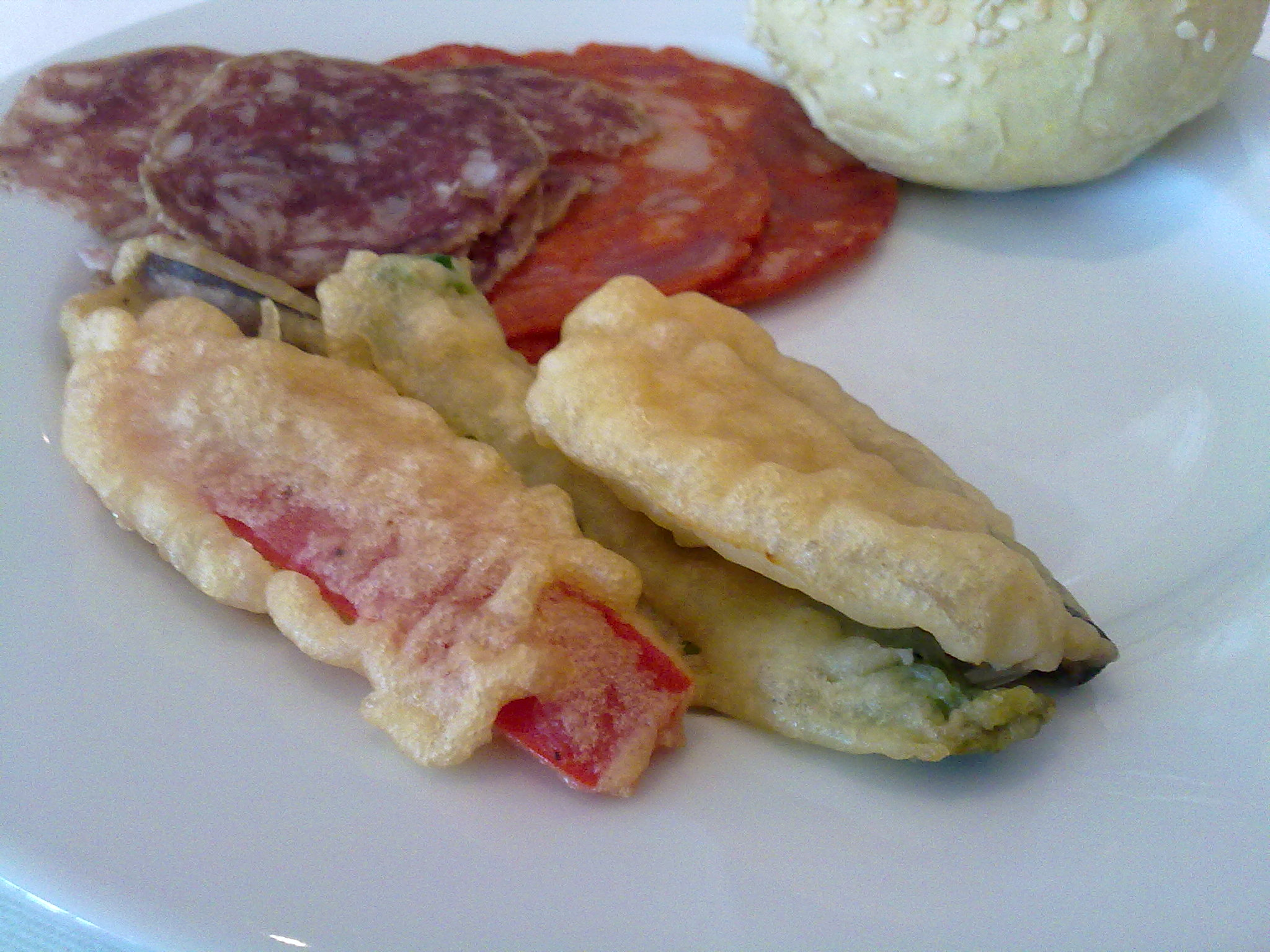
菜园小鱼是里斯本地区的家常菜，也是日式料理天妇罗的原版

葡萄牙最古老的烹饪书是16世纪的Livro de Cozinha da Infanta D.Maria de Portugal（玛丽亚王妃的烹饪书）。它描述了由牛肉、鱼、家禽和其他传统食材制成的食谱。即使在中世纪晚期，农业也已经具有了地域性。小农分配地和大庄园被耕种。后者是南部地区的特别特征，这些地区因收复失地运动而被吞并，并分布在封建领主之间，而在更北的地方，农业用地通常较小。
在现代，水果和葡萄开始发挥重要作用。葡萄牙在强化红葡萄酒和干白葡萄酒方面处于世界领先地位。波特酒和马德拉酒都来自那里。葡萄牙农民种植梨、苹果、李子、樱桃、橄榄、柑橘类水果和小麦、黑麦、玉米、燕麦等谷物作物，以及豆类等蔬菜。
葡萄牙菜以肉类为主（猪肉、牛、鸡肉和野味等）。
葡萄牙1800公里（1115英里）海岸线上丰富的渔业资源支持了大量海鲜（鱼类、甲壳类动物，包括龙虾、螃蟹、虾、对虾和章鱼）的消费。蔬菜、豆类和甜食（尤其是蛋糕）可以平衡这一点。饮食中富含碳水化合物，通常包括新鲜面包，如肉汤、米饭和土豆。葡萄牙人的人均大米消费量高于欧洲平均水平，每年16.1公斤。特色米饭包括Arroz de Tambril（安康鱼饭）、Arroz de Pato（鸭饭）和Arroz de Cabidela（鸡饭），这些都很受欢迎。葡萄牙人是欧洲最大的马铃薯消费国之一，人均每年消费62公斤马铃薯。葡萄牙是欧盟内畜牧业人口最多的国家之一。
葡萄牙在香料贸易中的作用影响了其美食，特别是在使用的各种香料方面。这些香料包括霹雳椒（微小的辛辣辣椒）、白胡椒和黑胡椒、藏红花、红甜椒粉、丁子香、多香果、孜然和肉豆蔻。
许多菜肴都含有肉桂、香草、柠檬、橙子、茴香、丁香和百香果。葡萄牙商人将橙子引入中东国家。今天的土耳其语（“Portakal”）、波斯语（نارنجی 或“portaqal”）和阿拉伯语（البرتقالي)中的橙子都读成类似于葡萄牙的发音。这一术语延伸到奥斯曼帝国及其他地区，今天出现在罗马尼亚语（portocale）、阿尔巴尼亚语（portokalli）、希腊语（πορτοκάλι-portokáli）和格鲁吉亚语（ფორთოხალი-portokhali）。
一道受欢迎的菜是Feijoada（黑豆饭或者八宝饭）。Feijão在葡萄牙语中意为豆子。有时会供应番茄沙拉和葡萄酒。葡萄牙人有365种烹饪鳕鱼的方法。其他具有象征意义的葡萄牙传统菜肴包括葡萄牙炖菜Cozido à portuguesa和葡式甘蓝汤Caldo verde。全球最受欢迎的糕点是葡式蛋挞，有时也被称为Natas或葡萄牙蛋挞。
葡萄牙有19个命名的葡萄酒产区（Denominação de Origem Controlada，原产地命名控制，缩写DOC）。葡萄牙最著名的葡萄酒是波特酒，只在杜罗河地区种植。有几种独特的波特酒，即白波特酒、红宝石波特酒和茶色波特酒。同样著名的是来自米尼奥地区的轻微起泡的Vinho Verde（葡萄牙青酒）。

## 建筑

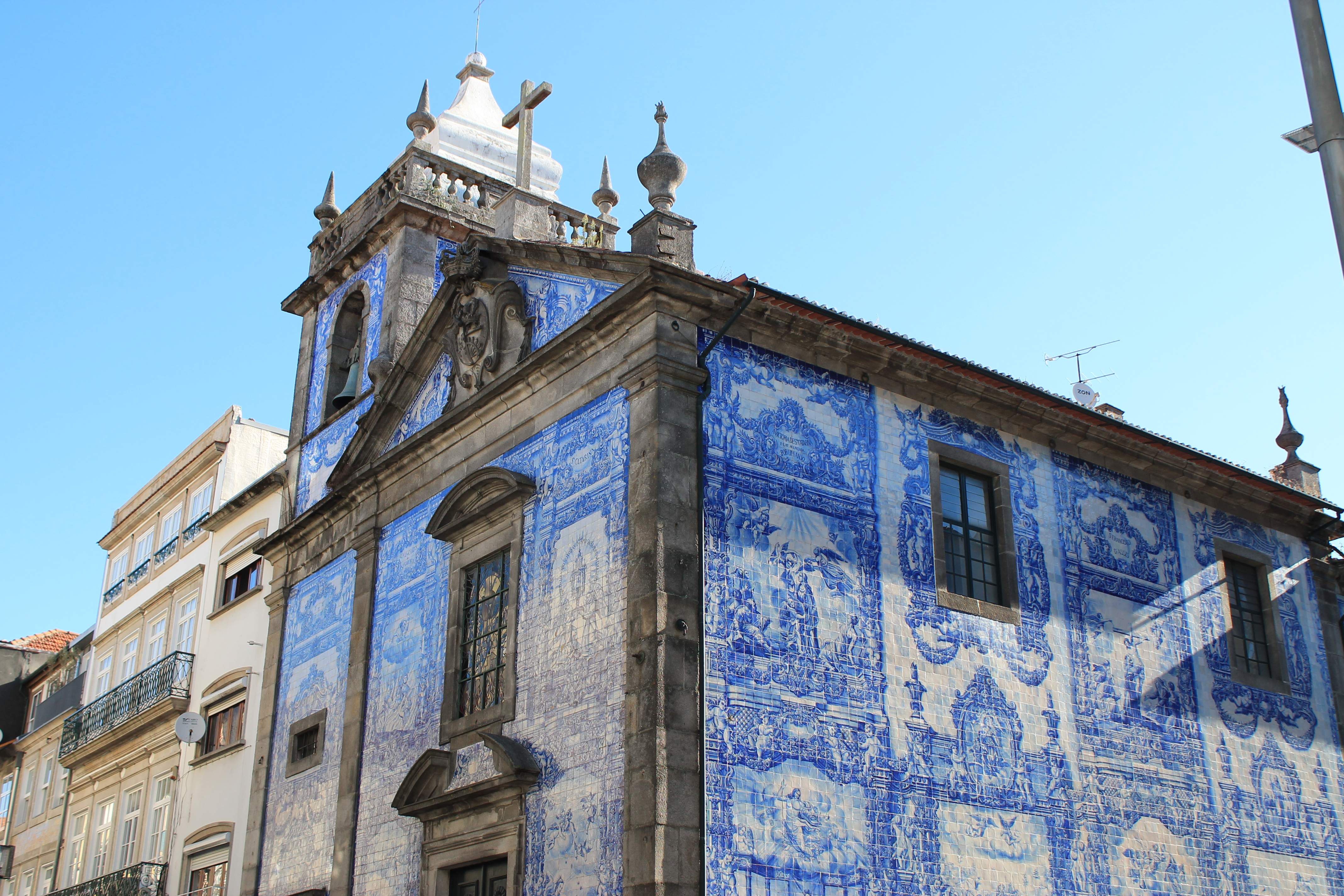
阿兹勒赫瓷砖画是葡萄牙建筑上的显著特性

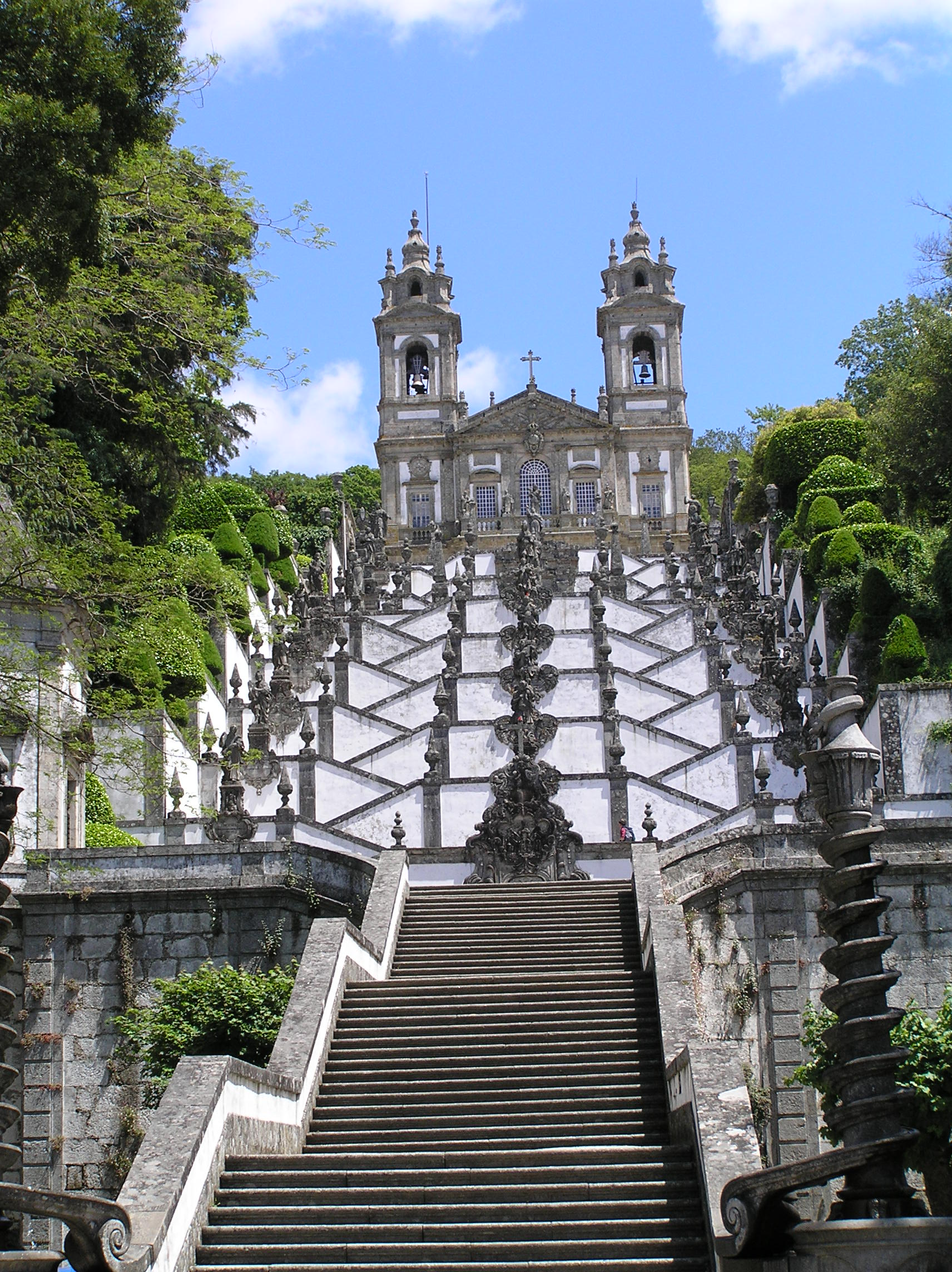
位于布拉加的山上仁慈耶稣朝圣所，以巴洛克式阶梯闻名

葡萄牙建筑包括葡萄牙及其前殖民地的作品，反映了这些不同的文化。罗马人和摩尔人都留下了印记。葡萄牙建筑风格的缩影是罗马式、哥特式，尤其是曼纽式风格。巴洛克和洛可可风格很有影响力。1755年里斯本地震后，庞巴尔风格（现在有望成为联合国教科文组织的世界遗产）占据了主导地位，至今仍然可见，尤其是在埃斯特雷马杜拉（首都里斯本地区）。其他影响包括罗马式向当代风格的演变。卡卢斯斯特·古尔本基安基金会建于20世纪60年代，是20世纪葡萄牙建筑的典范之一。

## 音乐

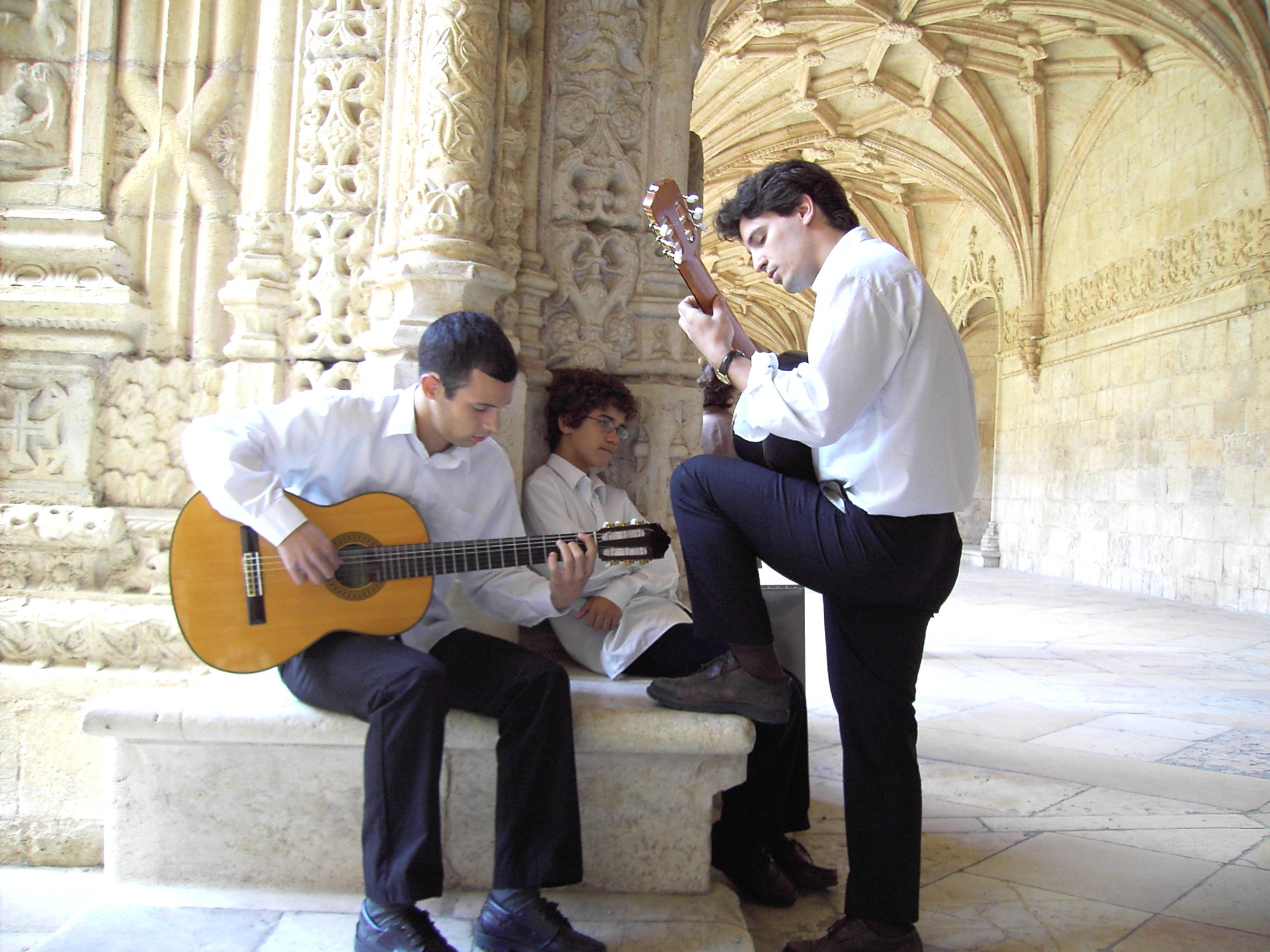
位于里斯本热罗尼莫斯修道院的法朵艺术家

从民间音乐到古典音乐，音乐在葡萄牙文化中一直扮演着重要的角色。从该国北部的传统歌曲到受葡萄牙影响的桑巴节奏，从法朵到葡萄牙流行摇滚，葡萄牙音乐让全世界的听众都很尽兴。
葡萄牙音乐可以追溯到中世纪，当时游唱诗人、诗人和音乐家在全国各地演唱情歌。
16世纪带来了弦乐器克伦孔等音乐影响，克伦孔从葡萄牙传到印度尼西亚，为印度尼西亚文化做出了持久的贡献。另一种在夏威夷音乐中获得赞誉的葡萄牙乐器是起源于马德拉岛的乌克丽丽。
法朵是领先的现代流派。它起源于19世纪的里斯本，象征着葡萄牙文化。法多歌曲经常表达爱、渴望和生活中的困难。伟大的葡萄牙法朵大使亚美莉亚·罗德里奎在20世纪50年代和60年代将音乐带到了世界各地。Mariza、安娜·莫拉和克里斯蒂娜·布兰科、卡蒂娅·格雷罗等音乐家使这种音乐艺术现代化并充满活力。该流派是联合国教科文组织非物质文化遗产名录中的两大葡萄牙音乐传统之一，与阿连特茹民歌并列。
除了法朵，该国还创作了其他流行音乐，包括葡萄牙流行摇滚，由Xutos&Pontapés、鲁伊·维罗索和Madredeus等艺术家在20世纪80年代和90年代创作。后者以创新使用传统葡萄牙吉他而闻名。

## 影视
葡萄牙电影出现在19世纪末，刚开始是无声电影。20世纪20年代，电影成为一种重要的文化和艺术元素。第一部葡萄牙电影于1896年在波尔图拍摄，由奥雷利奥·达帕斯·多斯雷斯执导。为了纪念奥古斯特和路易·卢米埃尔于1895年拍摄的《工厂大门》（La Sortie de l'ousine LumièreàLyon），他拍摄了《孔菲安萨工厂大门》（Saída do Pessoal Operário da Fábrica Confiança）。
若泽·莱唐·德巴罗斯开创了葡萄牙电影业，从1910年代开始制作和导演无声电影。第一位著名的女演员是克雷米尔达·德奥利维拉。曼诺·迪·奥利维拉延续了德拉韦莱的传统。他的电影《Aniki-BóBó》（1942）以其对青春期的创新和远见而闻名。曼诺·迪·奥利维拉制作了30多部电影，其中包括在93岁时制作的《我要回家了》（2001）。
电视小说是一种流行的类型，来自巴西，该国是主要的生产者和消费者。许多葡萄牙电视剧已经吸引了国际观众，如《唯一的女人》、《弗洛里贝拉》、《带糖的樱桃》、《血脉相连》和《告诉我如何》。电视剧明星包括莉莉安娜·桑托斯、露西娅·莫尼斯、迪奥戈·莫尔加多、维拉·科洛齐格、西尔维娅·阿尔贝托、迪奥戈·阿马拉尔、丽塔·佩雷拉等。

## 名人
在Instagram上粉丝最多的10个人（葡萄牙血统）：
- 克里斯蒂亚诺·罗纳尔多
- 维尔吉尼娅·丰塞卡（巴葡双重国籍）
- 乔万娜·尤班克（葡裔巴西人）
- 菲利普·库蒂尼奥（葡裔巴西人）
- 布鲁诺·加利亚索，尤班克的丈夫
- 佩佩，出生于巴西
- 费利佩·内托（巴葡双重国籍）
- 艾莉安娜·迪古斯，出生于印度
- 若昂·菲利克斯
- 布鲁诺·费尔南德斯